# Aphodopsammobius demarzi
Aphodopsammobius demarzi är en skalbaggsart som beskrevs av Rudolph Petrovitz 1964. Aphodopsammobius demarzi ingår i släktet Aphodopsammobius och familjen Aphodiidae. Inga underarter finns listade i Catalogue of Life.